# Aulus Licinius Nerva Silianus (Konsul 65)
Aulus Licinius Nerva Silianus war ein im 1. Jahrhundert n. Chr. lebender Angehöriger des römischen Senatorenstandes. In einer Inschrift wird er als Aulus Licinius Nerva bezeichnet.
Silianus war 65 ordentlicher Konsul, zunächst zusammen mit Marcus Iulius Vestinus Atticus und danach mit dessen Nachfolger Publius Pasidienus Firmus; die beiden Konsuln Silianus und Firmus sind durch ein Militärdiplom, das auf den 17. Juni 65 datiert ist, belegt. Silianus war vermutlich der Enkel von Aulus Licinius Nerva Silianus, des ordentlichen Konsuls von 7.